# Margarida Moreno
Margarida Moreno, född 3 april 1968, är en andorransk friidrottare. Hon deltog vid olympiska sommarspelen 1992.